# استاری بیاز
استاری بیاز (انگلیسی: Stary Biyaz) یک شهرک در شهرستان نوریمانوفسکی استان باشقیرستان کشور روسیه است.